# Classe interne
En programmation orientée objet, une classe interne (de l'anglais nested class ou inner class) est une classe déclarée au sein d'une autre classe ou d'une interface. On les retrouve dans des langages comme Java, depuis la version 1.1, ou D. En Python, il est possible de créer une classe interne au sein d'une classe, méthode ou fonction.

## Types de classes internes
En Java, il existe plusieurs types de classes internes.

### Classes statiques (Java)
Déclarées avec le mot-clé static, elles fonctionnent comme les classes statiques habituelles, elles ne sont pas rattachées à une instance et ne peuvent accéder qu'aux variables et méthodes statiques de la classe englobante. Les types extérieurs doivent par contre d'abord préfixer le nom de la classe interne par celui de la classe englobante. Les interfaces internes sont implicitement statiques.
```
/**

 * Classe englobante

 */

public
 
class
 
ClasseEnglobante
{

	
private
 
static
 
String
 
variableStatique
 
=
 
"variable statique"
;

	
/**

	 * Constructeur de la classe englobante

	 */

	
public
 
ClasseEnglobante
(){

	
}

	
/**

	 * Méthode statique pouvant invoquer la classe interne statique

	 */

	
public
 
static
 
void
 
staticMethod
(){

		
InterfaceInterne
 
ic
 
=
 
new
 
ClasseInterne
();

		
ic
.
affiche
();

	
}

	
/**

	 * Classe interne statique

	 */

	
private
 
static
 
class
 
ClasseInterne
 
implements
 
InterfaceInterne
{

		
/**

		 * Constructeur de la classe interne statique

		 */

		
public
 
ClasseInterne
(){

		
}

		
/**

		 * Implémentation de l'interface interne

		 * Invocation de la variable statique de la classe englobante

		 */

		
public
 
void
 
affiche
(){

			
System
.
out
.
println
(
variableStatique
);

		
}

	
}

	
/**

	 * Interface interne (implicitement statique)

	 */

	
private
 
interface
 
InterfaceInterne
{

		
public
 
void
 
affiche
();

	
}

}

```

### Classes internes
Chaque instance d'une classe interne se réfère à une instance de la classe englobante, sauf pour les classes internes locales et les classes anonymes déclarées dans un contexte statique. Par conséquent, elles peuvent implicitement se référer aux variables et méthodes d'instance de la classe englobante. La référence vers l'instance de la classe interne peut être obtenue via NomDeLaClasseEnglobante.this. En revanche, une classe interne ne peut pas contenir de variables ou méthodes statiques. À sa création, elle doit avoir une référence vers la classe englobante, ce qui signifie qu'elle ne peut être instanciée que dans une méthode d'instance ou un constructeur de la classe englobante, ou (pour les classes membres et les classes anonymes) en utilisant la syntaxe instanceEnglobante.new ClasseInterne()

### Classe membres
Elles sont déclarées en dehors de toutes fonctions et ne sont pas déclarées statiques.

### Classes locales
Elles sont déclarées au sein d'une méthode et ne peuvent se référer qu'au corps de ladite méthode. Elles peuvent utiliser les variables et paramètres locaux de la méthode, mais seulement s'ils sont déclarés final (car l'instance de la classe locale doit conserver une copie distincte des variables, et donc afin d'éviter d'avoir 2 variables modifiables avec le même nom et la même portée, il ne faut pas qu'elles soient modifiables).

### Classes anonymes
Ce sont en fait des classes locales directement déclarées et instanciées au sein d'une même expression de code. Elles peuvent directement étendre une classe ou implémenter une interface. Elles peuvent spécifier les arguments d'un des constructeurs de la super-classe mais ne peuvent pas en définir.
```
import
 
java.awt.event.ActionEvent
;

import
 
java.awt.event.ActionListener
;

import
 
javax.swing.JButton
;

/**

 * Classe englobante

 */

public
 
class
 
ClasseEnglobante
{

	
/**

	 * Méthode englobant l'appel à une classe anonyme

	 */

	
public
 
void
 
methodeEnglobante
(){

		
/**

		 * Déclaration et instanciation de la classe anonyme pour un bouton

		 * Le bouton est déclaré 'final' afin que la classe anonyme puisse y accéder

		 */

		
final
 
JButton
 
bouton
 
=
 
new
 
JButton
(
"monBouton"
);

		
bouton
.
addActionListener
(
new
 
ActionListener
(){

			
public
 
void
 
actionPerformed
(
ActionEvent
 
e
){

				
System
.
out
.
println
(
bouton
.
toString
());

			
}

		
});

	
}

}

```

## Interfaces graphiques
Les classes internes locales sont souvent utilisées en Java pour définir les callbacks des interfaces graphiques. Les composants peuvent ainsi partager un objet qui implémente une interface de gestion d'évènement ou une classe adapter, contenant le code à exécuter quand ledit évènement est reçu.
Les classes anonymes sont aussi utilisées quand le code de gestion d'évènement n'est utilisé que par un composant et ne nécessite pas, par conséquent, une référence vers une classe nommée.
- (en) Cet article est partiellement ou en totalité issu de l’article de Wikipédia en anglais intitulé « Inner class » (voir la liste des auteurs).